# Myriocarpa tatei
Myriocarpa tatei är en nässelväxtart som beskrevs av Henry Hurd Rusby. Myriocarpa tatei ingår i släktet Myriocarpa och familjen nässelväxter. Inga underarter finns listade i Catalogue of Life.